# Мифлин (Пенсилванија)
Мифлин (енгл. Mifflin) град је у америчкој савезној држави Пенсилванија.

## Демографија
По попису из 2010. године број становника је 642, што је 15 (2,4%) становника више него 2000. године.
| Група             | 2000.       | 2010.       |
| Белци             | 569 (90,7%) | 546 (85,0%) |
| Афроамериканци    | 0 (0,0%)    | 2 (0,3%)    |
| Азијати           | 2 (0,3%)    | 0 (0,0%)    |
| Хиспаноамериканци | 40 (6,4%)   | 89 (13,9%)  |
| Укупно            | 627         | 642         |